# Secretaría de Obras Públicas, Transporte y Vivienda
La Secretaría de Infraestructura y Transporte (SIT) de la República de Honduras tiene a su cargo todo lo concerniente a la formulación, coordinación, ejecución y evaluación de las políticas relacionadas con las obras de infraestructura pública, el sistema vial, y el transporte, así como el régimen concesionario de obras públicas.

## Historia de la Secretaría de Infraestructura y Transporte
Esta secretaría en un principio estaba dentro del organigrama del Ministerio del Interior, con el fin de realizar en el país proyectos de desarrollo sostenible: muelles, ferrocarriles, carreteras, aeropuertos, vías de verano, etc., luego al ser separada se denominó Secretaría de Comunicaciones, Obras Públicas y Transporte (SECOPT), seguidamente en el gobierno del Licenciado Rafael Leonardo Callejas apareció una entidad para el desarrollo de proyectos comunales denominado Fondo Hondureño de Inversión Social (FHIS). En el gobierno del presidente Juan Orlando Hernández este organismo se rebautizó con el nombre de Infraestructura y Servicios Públicos de Honduras INSEPH.
En 2022, con el inicio del gobierno de Xiomara Castro, nuevamente ésta cambia su denominación a la de "Secretaría de Infraestructura y Transporte" (SIT).

## Datos
- Nombre: Secretaría de Estado en los Despachos de Obras Públicas, Transporte y Vivienda
- Dirección: Barrio La Bolsa, Comayagüela, M.D.C. Honduras.
- Email: info@soptravi.gob.hn
- Ministro actual : Ingeniero Roberto Ordoñez
- Viceministro

## Presupuesto
En presupuesto de SOPTRAVI es del 3 % o 1600 millones de lempiras al año (80 millones de dólares).
| Periodo | Presupuesto                    | Presidente     |
| ------- | ------------------------------ | -------------- |
| 2004    | 1,652,000,000 (Más de 268 mil) | Ricardo Maduro |
| 2007    | 1,520,162.300                  | Manuel Zelaya  |

El gobierno de Honduras cuenta con inversiones en infraestructura mediante diferentes gabinetes y ministerios:
- Gabinete de Infraestructura productiva, en el que se invierten 35,411 millones de Lempiras (22.85 % del presupuesto) anualmente,
- Infraestructura y Servicios Públicos en la que se invierten 3,074 millones,
- Infraestructura Productiva: 39,644 millones
- Desarrollo e Infraestructura Social: 70,368.2 millones
- Secretaría de Obras Públicas, Transporte y Vivienda de Honduras (SOPTRAVI): 3 mil millones de Lempiras
- Fondo vial; 1,000 millones de Lempiras.

## Página web
- Datos: Q6123238